# Паметник на Стамен Панчев
Паметникът на Стамен Панчев е една от забележителностите на Ботевград. Намира се на централния градски площад „Освобождение“ и е посветен на орханийския поет, произведен посмъртно в поручик Стамен Панчев.

## Основаване
Инициативата за паметника е на подофицерско дружество „Сурсувул“ – Стамен Панчев е запасен подофицер и като такъв загива на фронта по време на Балканската война, след като въпреки раните си се връща на фронта след вестта за падането на Одринската крепост. Орханийци скърбят за гибелта на своя съгражданин, в личността на който посмъртно откриват и пламенен поет. По повод 25-а годишнина от гибелта му през 1938 г. е създаден фонд за построяване на паметник. На 24 май е направена първата копка в присъствието на много граждани и водени от капитан Кръстев бойни другари на поета. През следващата година на 22 октомври става тържествено откриване. Присъстват съпругата му Райна и синът Павел, комуто е посветено стихотворението „Сине мой“.
В архитектурно отношение паметникът е съставен от споени гранитни блокове. Орелефът с бюста на поета е излят от бронз и е дело на скулптора Янко Павлов. На обратната страна на гранитния пиедестал са издълбани строфи от поезията на Панчев. Около паметника е оформена зелена площ с ниски декоративни храсти и метално заграждение, а по-късно е изградена чешма. Паметникът е построен на централния площад „Освобождение“, където се провеждат тържества и чествания.

## Демонтаж
През 50-те години на същия площад оперира ботевградската автогара, като оттам минава и главният шосеен път от София за Русе и Варна. Това налага паметникът да бъде демонтиран. В продължение на няколко години гранитните блокове и орелефът са съхранявани под навес в двора на новостроящото се училище, където потъва в забвение. Близките на Стамен Панчев отнасят въпроса до Министерството на културата. До Градския народен съвет и лично до неговия председател Саво Дончев е изпратена телеграма с подписа на министър-председателя Вълко Червенков с инструкции в най-кратък срок паметникът на Стамен Панчев да бъде възстановен. В студените януарски дни на 1954 с много трудности, подгрявайки вода в големи казани за цимента, с който спояват гранитните блокове, работниците сглобяват отново паметника в двора на училището, където е съхраняван. Конфузът е преодолян, като паметникът е обърнат с лице към съседната улица, наречена също „Стамен Панчев“. На това място паметникът престоява 43 години.

## Възстановяване
През 1996 г. кореняшкото дружество „Орханиец“ изпраща писмо до кмета д-р Георги Пеев и до Общинския съвет с искане паметникът да бъде върнат на централния площад „Освобождение“, където е полагащото му се място. Искането е уважено с необходимото разрешение от Министерството на културата. На 31 октомври, в навечерието на Деня на народните будители се извършва ново официалното откриване. Присъстват внучката на поета – Райна Панчева, правнукът Стамен с техните семейства, ученици и граждани.